# الویداس پازدارزدیس
الویداس پازدارزدیس (انگلیسی: Alvydas Pazdrazdis؛ زادهٔ ۲۰ ژوئیهٔ ۱۹۷۲) بازیکن بسکتبال اهل لیتوانی است.
وی در مسابقات کشوری و بین‌المللی در مجموع برندهٔ ۱ مدال برنز شده‌است.